# Nadja Käther
Nadja Käther (* 29. September 1988 in Hamburg) ist eine ehemalige deutsche Leichtathletin, die sich auf den Weitsprung spezialisiert hatte.

## Berufsweg
Nadja Käther studierte an der Universität Hamburg Sport und Französisch auf Lehramt. Nach dem Lehramtsstudium hatte sie die Wahl zwischen Referendariat und Tartanbahn. Käther entschied sich für den Sport und schloss sich 2015 für zwei Jahre der Sportfördergruppe der Bundeswehr an. Danach begann sie im Februar 2018 ein Referendariat an Hamburgs Eliteschule des Sports im Stadtteil Dulsberg.

## Sportliche Karriere
Nachdem Käther zum Turnen zu groß geworden war und das Tanzen wegen eines fehlenden Tanzpartners aufgeben musste, begann sie mit der Leichtathletik.
2007 trug Käther bei den Junioreneuropameisterschaften (U20) in Hengelo erstmals das Nationaltrikot und wurde mit 6,24 m Vierte.
2008 und 2009 kam sie bei den Deutschen U23-Meisterschaften jeweils auf den 3. Platz.
2010 konnte Käther die Deutschen U23-Meisterschaften gewinnen. Im Erwachsenenbereich wurde sie Deutsche Vizemeisterin. International kam sie bei den Europameisterschaften 2010 in Helsinki mit 6,61 m auf den 14. Platz. Es fehlten ihr zwei Zentimeter und sie wäre statt Carolina Klüft ins Finale eingezogen.
2011 wurde Käther bei den Deutschen Hallenmeisterschaften Dritte und erreichte bei den Halleneuropameisterschaften in Paris mit 6,36 m den 17. Platz.
2012 kam sie bei den Deutschen Hallenmeisterschaften auf den siebten und bei den Deutschen Meisterschaften auf den 6. Platz. International belegte sie mit 6,40 m bei den Hallenweltmeisterschaften in Istanbul den 13. Platz.
2013 machten langwierige Beugerprobleme zunächst die Hallensaison zunichte, dann war Käther in der Freiluftsaison vom Trainingsrückstand beeinträchtigt.
2014 wurde sie Deutsche Hallenvizemeisterin und kam bei den Deutschen Meisterschaften auf den 4. Platz.
2015 ließ Käther die Hallensaison aus und konnte anschließend bei den
Deutschen Meisterschaften den 3. Platz erreichten.
2016 startete Käther nicht in der Hallensaison, um sich auf die Freiluftsaison vorzubereiten in der sie bei den Deutschen Meisterschaften den 4. Platz belegte. International holte sie sich bei den Europameisterschaften in Amsterdam mit 6,48 m den 9. Platz.
2017 belegte Käther bei den Deutschen Hallenmeisterschaften den 4. Platz. Von März an hatte sie Probleme mit ihrem linken Fuß, die den ganzen Sommer über große Sprünge unmöglich machten.
2018 wurde sie Deutsche Hallenvizemeisterin. Ende Mai verbesserte sie ihre persönliche Bestweite im Freien auf 6,70 m.
Anfang November 2019 gab Käther bekannt, dass sie ihre sportliche Karriere beendet hat.

## Vereinszugehörigkeiten
Käther startete für den Ahrensburger TSV, bis sie 2010 zum Hamburger SV wechselte.

## Persönliche Bestweiten
(Stand: 6. November 2019)

- Weitsprung: 6,70 Meter (+ 0,4 m/s), 26. Mai 2018 in Weinheim
  - Halle: 6,68 Meter, 26. Januar 2014 in Hamburg

## Erfolge (Weitsprung)
national
- 2008: 3. Platz Deutsche Juniorenmeisterschaften (U23)
- 2009: 3. Platz Deutsche Juniorenmeisterschaften (U23)
- 2010: Deutsche Juniorenmeisterin (U23)
- 2010: Deutsche Vizemeisterin
- 2011: 3. Platz Deutsche Hallenmeisterschaften
- 2012: 7. Platz Deutsche Hallenmeisterschaften
- 2012: 6. Platz Deutsche Meisterschaften
- 2014: Deutsche Hallenvizemeisterin
- 2014: 4. Platz Deutsche Meisterschaften
- 2015: 3. Platz Deutsche Meisterschaften
- 2018: Deutsche Hallenvizemeisterin

international
- 2007: 4. Platz Junioreneuropameisterschaften (U20)
- 2010: 14. Platz Europameisterschaften
- 2011: 17. Platz Halleneuropameisterschaften
- 2012: 13. Platz Hallenweltmeisterschaften
- 2016: 9. Platz Europameisterschaften